# ستاره‌ای بدرخشید و ماه مجلس شد
غزلی با مطلع «ستاره‌ای بدرخشید و ماه مجلس شد»، غزل شمارهٔ ۱۶۷ از دیوانِ حافظ در تصحیحِ محمد قزوینی و قاسم غنی است.

## وزن
مفاعلن فعلاتن مفاعلن فعلن

## در اجراها
محمودی خوانساری در برنامهٔ شمارهٔ ۵۳۳ از مجموعهٔ گل‌های رنگارنگ این غزل را در دستگاهِ شور اجرا کرده‌است. همین‌طور عبدالعلی وزیری در برنامهٔ شمارهٔ ۲ از مجموعهٔ گل‌های جاویدان این غزل را به همراه غزل به مژگان سیه کردی هزاران رخنه در دینم در دستگاه شور اجرا کرده‌است.

## در دیگر آثار هنری
در نسخهٔ مصور کتابخانهٔ کاخ گلستان (شمارهٔ ۳۱۵۹) که شاه قاسم آن را در شوال ۱۰۰۳ ه‍.ق/ژوئن ۱۵۹۵ م  نگارگری کرده، ۳ نگاره وجود دارد که نگارهٔ اول آن تصویری از همین غزل است.